# Université pédagogique nationale Dragomanov
L'université pédagogique nationale Dragomanov (en ukrainien : Національний педагогічний університет імені М. П. Драгоманова) est une université à Kiev depuis 1834 en Ukraine.

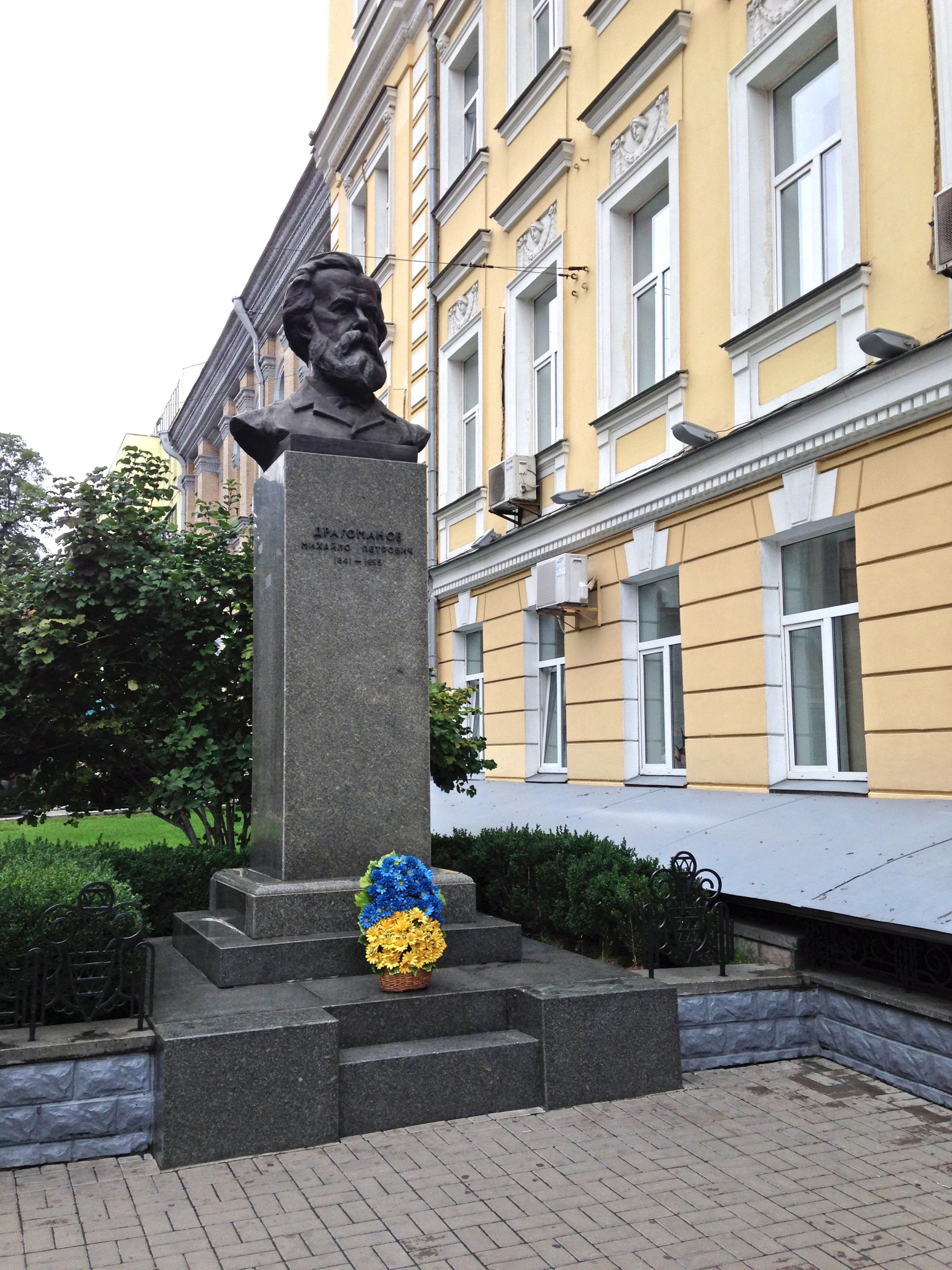
Le buste de Dragomanov devant l'université.

## Historique
Fondée en 1834, elle porte aujourd'hui le nom de Mykhaïlo Drahomanov, pédagogue ukrainien depuis 1991.

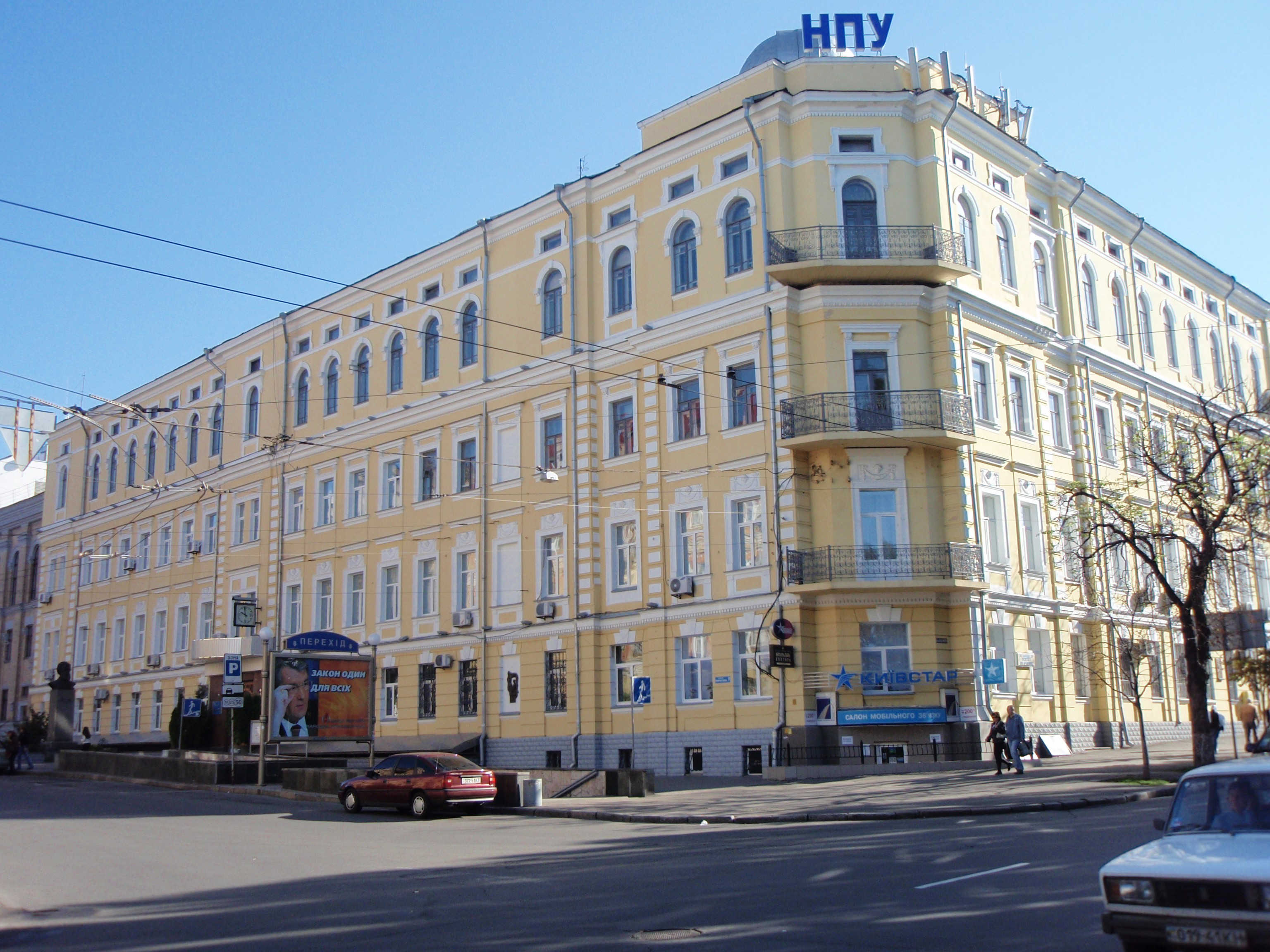
Bâtiment du 22/24 boulevard Chevtchenko, classé
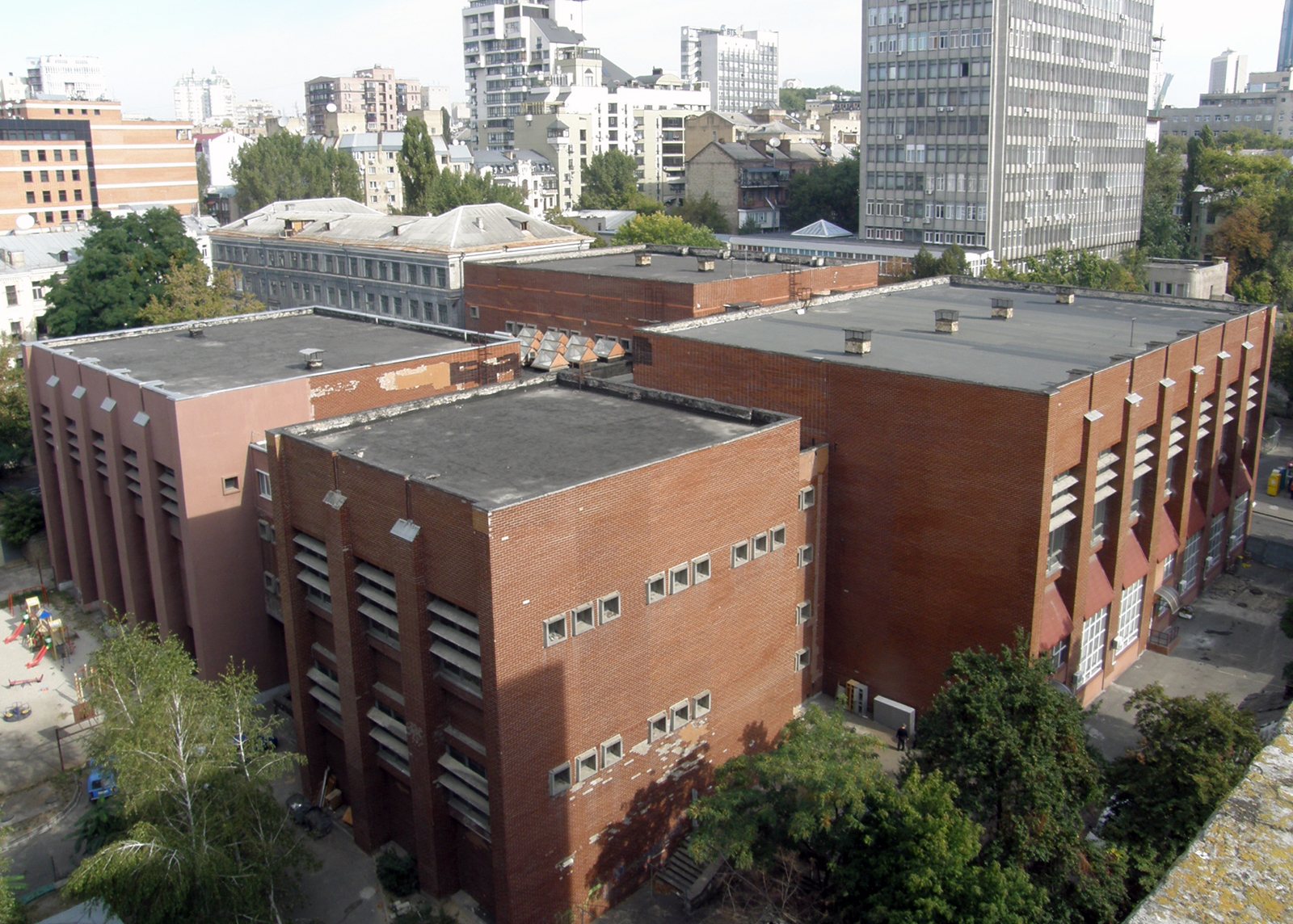
Bâtiments de la rue TOurgueniev, 8/14
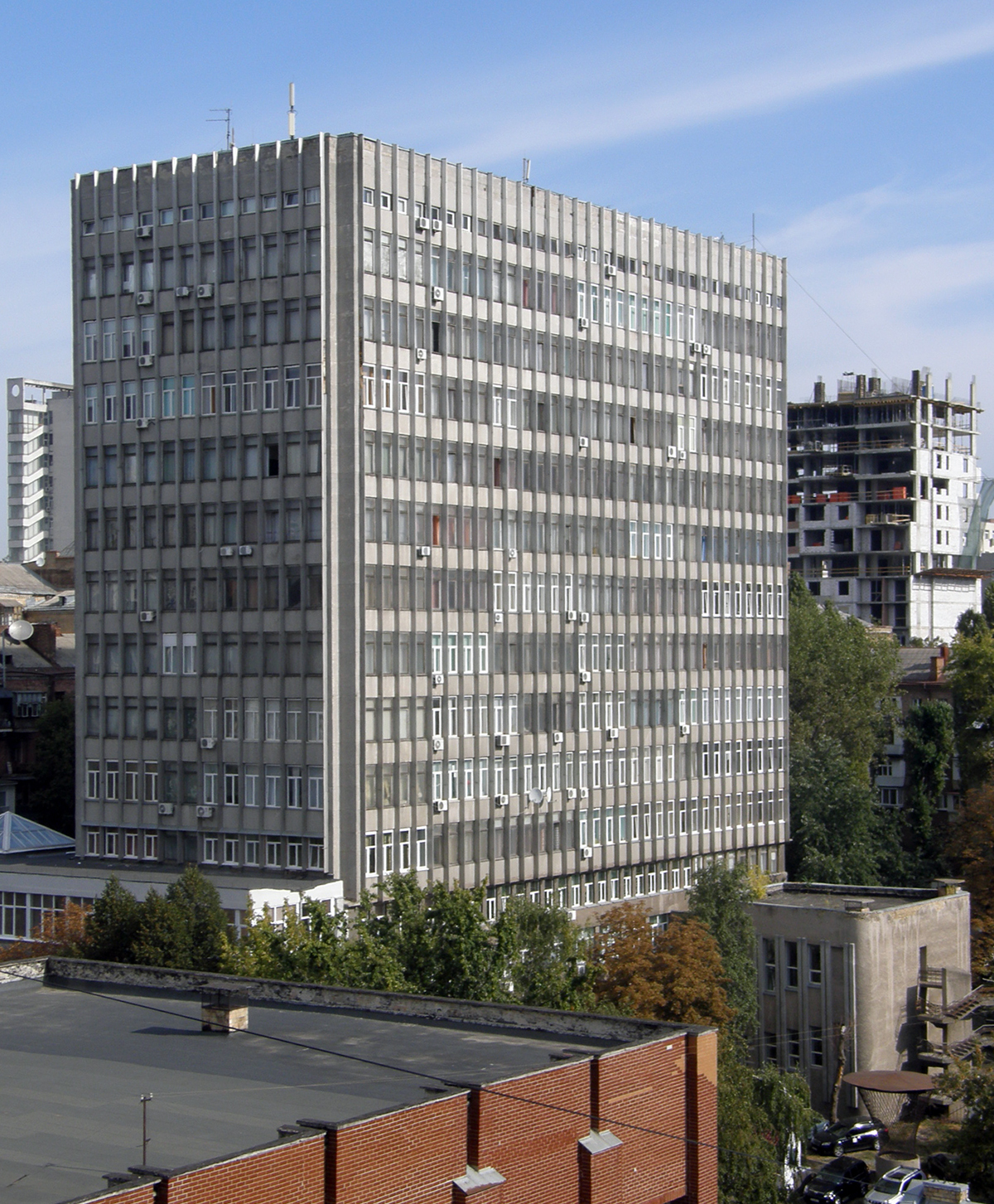
et 3/9

## Personnalités liées
- Oksana Baiul
- Mykhaïlo Drahomanov
- Eugène Yakovlevitch Remez
- Olexandre Bilach
- Alexandre Sparynsky
- Olexandr Kornitchouk
- Serhiy Kot.
- Olena Shevchenko